# 殷志源
殷志源（韓語：은지원，1978年6月8日—），韓國男歌手、演員。1997年以六人男子團體水晶男孩的隊長、主Rapper出道，2000年組合解散後以Hip-hop歌手身份出道。2009年，殷志源成立G.Y.M娛樂擔任社長，成為旗下歌手唱片製作人。個人應援色為銀色，粉絲名稱為1kyne (One of a Kind)。
殷志源在不同方面均有傑出的成就：作為Solo歌手至今共發行六張正規專輯，最新作品是2019年6月27日發行的專輯《G1》。在綜藝上，曾主持《快樂星期天 - 两天一夜》等節目，以其自然的初丁形象而出名。2012年出演電視劇《请回答1997》，飾演道何燦一角，演技亦獲得大眾認證。2013年與四名同齡的第一代偶像團體成員文熙俊、千明勳、Tony An、Danny Ahn組成企劃組合HOT.Sech.god.RG。
2016年4月，水晶男孩全體成員於MBC綜藝節目《無限挑戰》企劃特輯《星期六星期六是歌手（六六歌）》第二季首度合體，節目播出後獲得巨大迴響。同年5月，除目前身為事業家的高志溶外，其餘五名成員與YG娛樂簽訂團體約，正式回歸韓國樂壇。2017年8月，殷志源與YG娛樂簽訂個人合約，G.Y.M娛樂則暫停營運。

## 經歷

### 早期生涯
高中時期前往美國夏威夷留學，就讀於知名學院夏威夷特派團學院（HMA，Hawaiian Mission Academy），與同在該校就讀的姜成勳結為至親，興趣相投的兩人共同生活兩年餘，並一起在一家Club兼職擔任DJ，1996年一起在當地被DSP媒體公司社長親自選中，決定簽約組成二人重唱團體出道；但不久後因五人男子團體H.O.T在韓國大獲成功，社長決定改組成為多人團體。最終，先後選中舞蹈實力堅強的李宰鎮、金在德，真實的張水院，以及在姜成勳推薦下，外貌出色的高志溶，最後由六人共同組成。

### 水晶男孩時期
水晶男孩於1997年4月15日正式出道。出道後旋即獲得極大反響，與H.O.T.並稱為90年代後期韓國歌壇兩大山脈。因身為隊長的殷志源在組合中展現的領袖氣質及其他家庭背景，當時衍生的殷閣下别名從之而廣傳。

### 個人活動時期
在2000年年未，殷志源推出其首張迷你專輯《G》。在接下來二年先後推出充滿個人色彩的正規專輯《G Pop》和《 Money》，但粉絲們並不習慣與水晶男孩風格相異的音樂，成績差強人意。因此，殷志源決定做了喜歡的嘻哈音樂後就完全離開舞台。他得到朋友的幫助和學習後，在2003年推出第三張正規專輯《滿醉 in Hiphop》，卻大獲成功。同年獲得 SBS歌謠大戰的嘻哈類別和韓國音樂大獎的Hip Hop類人氣獎。以嘻哈歌手得到認可後，殷志源決定繼續留在演藝圈作自己想做的音樂，在2005年推出第四張正規專輯《The 2nd Round》。
在2007年，殷志源在綜藝節目嶄露頭角，分別在《爆裂！精神統一》、《準備好了》、《來玩吧》等節目中固定演出。其後，《準備好了》改版成為野外求生實境綜藝節目《兩天一夜》，該節目改版後成為韩国家喻户晓的综艺节目，打破了韓國綜藝史上最高收視記錄。殷志源因為在《兩天一夜》中隨心所欲的行動和幼稚的想法被人稱為初丁（韓文意為小學生）。此外，殷志源經常在遊戲中如天才般活用規則，做出乎意料的選擇。殷志源出色的表現吸引來更多綜藝節目的邀約，使他成為不同節目的主持人。在2010年KBS 演藝大賞中更榮獲最佳藝人獎，證明殷志源是在綜藝節目的翹楚。在綜藝節目中活躍的殷志源亦堅持作音樂，在2009年推出第五張正規專輯《Platonic》。在2011年，殷志源和Mr. Tyfoon及GilMe組成團體Clover發行迷你專輯《Classic over》和數位單曲《認識的哥哥》。
長年以來一直在進行《兩天一夜》和多次成員的變動後，出演者們不管是精神上還是體力上都覺得疲倦了。殷志源認為自己到達極限，決定在2012年和李昇基一起退出《兩天一夜》。同年，殷志源出演了曾在《兩天一夜》中合作的李祐汀作家第一部的電視劇《請回答1997》，飾演實戰成功率0%的情色至尊道何燦。隨《請回答1997》的成功勾起文熙俊以前的回忆，開始策劃綜藝版的《請回答1997》並邀請同歲朋友水晶男孩的殷志源、g.o.d的Danny Ahn 、H.O.T的Tony An和NRG的千明勳等一世代的偶像共同出演真人秀節目《20世紀末少年》，並組成企劃組合HOT.Sech.god.RG。此節目受觀眾的喜愛，連續多周有線收視率1位，非地上波放送收视占有率更超過五成。此外，HOT.Sech.god.RG收到不同活動的邀請，一起出席了不少綜藝和共同拍攝畫報。
2015年，殷志源在6月1日公開新專輯其中一首雙主打歌《What U Are》，在8日正式發表第三張迷你專輯《TRAUMA》。為專注在音樂，殷志源並沒有參加音樂節目進行打歌活動。同年，殷志源和兩天一夜第一季的成員們姜虎東、李秀根和李昇基於網絡節目《新西遊記》重聚。全新模式的綜藝節目《新西遊記》在羅䁐錫PD領導下取得大成功，首日點擊量韩網中網同时突破500萬次。同時，殷志源在《我們小區藝體能》有著活躍的表現，在節目中展示其出人意表的游泳實力，多次在團體比賽中逆轉勝。但在完成最後一次錄製後，因為累積的疲勞以及解除的緊張感，讓殷志源的健康變差。在咳嗽時突然吐血，送院後證實患上肺炎。在短暫的休息後，殷志源繼續活躍於各種節目中
。

### 水晶男孩重組

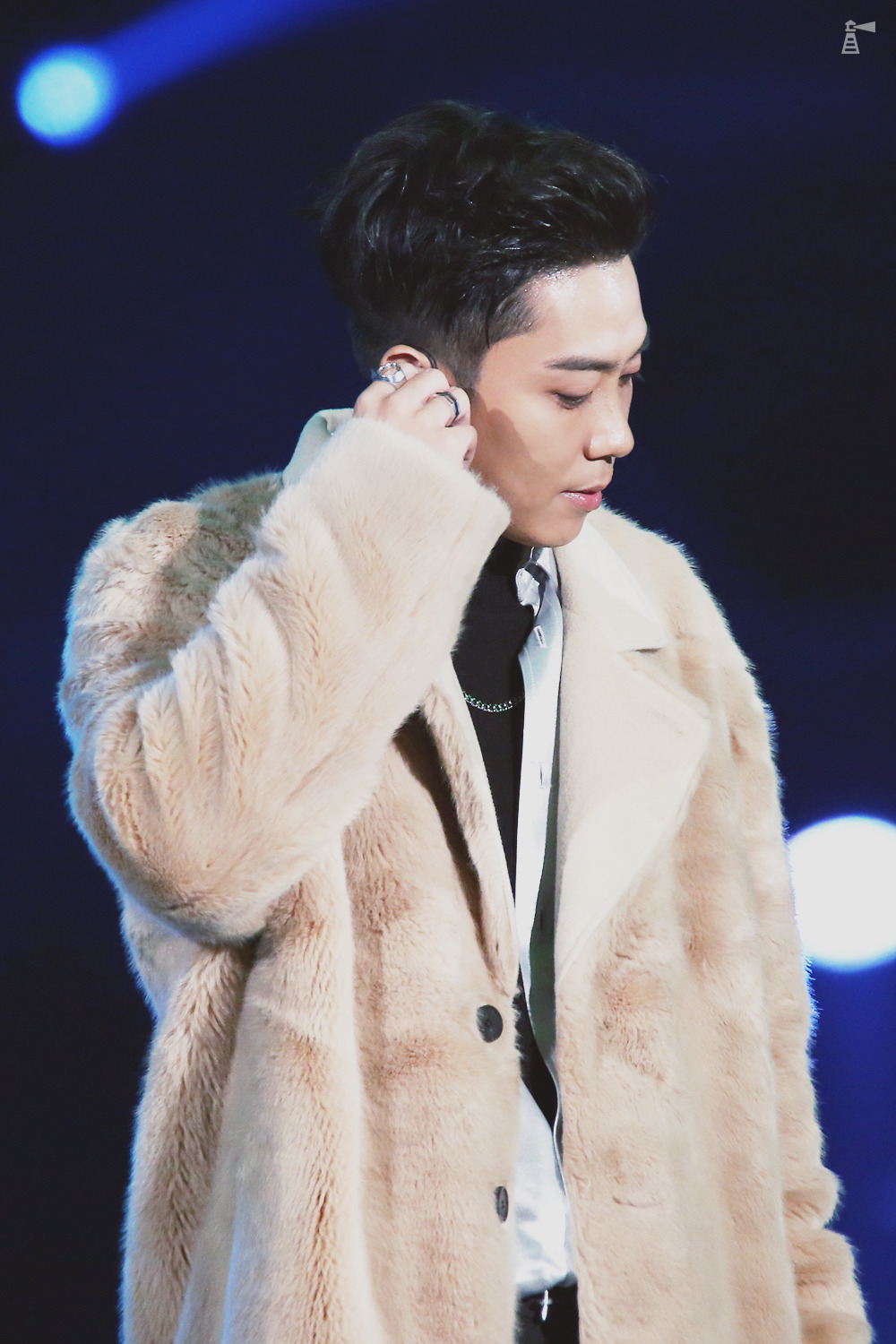
殷志源出席2016 MelOn Music Awards

2016年，MBC綜藝節目《無限挑戰》企劃特輯《星期六星期六是歌手（六六歌）》第二季以水晶男孩為特輯主題，不僅節目中的游擊演唱會大為成功，播出後亦獲得巨大迴響，多首當年名曲重新回到音源榜內，成員們的凍齡外貌與更上一層樓的專業實力更是深受好評，也讓水晶男孩全體成員在國民的殷切期待中，順利重返韓國樂壇。9月水晶男孩舉辦睽違16年的大型演唱會《Yellow Note》，動員人數逾兩萬。10月發表的數位單曲《THREE WORDS》更奪得Gaon Chart月榜冠軍。
一別在綜藝中殷初丁的形象，重組後殷志源一直展現穩重的一面。殷志源照顧時隔十六年重聚在一起成員，還填補成員不在的空缺，安慰許久不見的粉絲們的心情，為了還不太熟悉舞台的弟弟們衝鋒陷陣。此外，殷志源水晶男孩回歸後展現的美貌，與之前在綜藝節目中展現的外貌大相徑庭，吸引了更多粉絲。水晶男孩的重組，讓擁有高知名度的殷志源人氣更上一層樓，各方邀約不斷，個人固定出演的綜藝節目就包含了《Plan Man》、《天下壯士》以及《花樣旅行》等節目。
2019年6月27日，殷志源繼2009年發行《PLATONIC》後時隔十年再度發行個人正規專輯《G1》，成為水晶男孩自2016年加入YG娛樂後首名推出個人作品的成員。專輯發行翌日，除了主打歌〈I'M ON FIRE〉登上Mnet實時榜單冠軍、國內各音源榜單前列外，專輯《G1》亦在印尼、澳門、馬來西亞、泰國等九個國家與地區的iTunes專輯榜上奪冠。在2019年第27週（6月30日至7月6日），殷志源憑著第六張正規專輯《G1》與主打歌〈I'M ON FIRE〉一舉奪得Gaon Chart實體零售專輯、BGM及下載榜共三個冠軍頭銜。7月27日至28日，殷志源相隔十一年於首爾慶熙大學和平殿堂舉行個人演唱會「EUN JIWON 2019 CONCERT [ON FIRE]」。

### 個人事業
在2009年，殷志源成立了自己的經紀公司G.Y.M娛樂，藝人包括Gilme、Typhoon、張熙英等多名藝人。在2015年，G.Y.M娛樂和JK SPACE Entertainment合併，並且將公司名稱變更為SS Entertainment。在2016年4月，G.Y.M娛樂重新獨立，與前公司無關 。2017年8月，殷志源與YG娛樂簽訂個人合約，G.Y.M娛樂則暫停營運。

### 個人生活
1978年6月8日，殷志源出生於韓國首爾特別市，曾在夏威夷留學，家中有父母以及兩位哥哥和兩位姐姐。他的家族出過兩位總統及一位前國務總理，奶奶是前韓國總統朴正熙的姐姐，而前總統朴槿惠為其表姑 。父親曾在青瓦台工作，後在首爾經商。母親金琴子女士(音譯)是70年代女子二人組合“lyly sisters”的成員。
過去曾有一段時間殷志源人在夏威夷求學，在夏威夷的時候，對在餐廳打工的老婆一見鍾情，他馬上展開行動也到該餐廳去打工，展開了他們的戀情。不過他也表示因為和老婆交往的時候就成了偶像明星，所以他們中間有一段是遠距離戀愛。殷志源也承認，中間有一度他們停止聯絡，可是五年後再打電話給老婆，一開口就是問老婆願不願意嫁他。第一次求婚之後，殷志源心想：「為什麼我要結婚？」結果又和老婆斷了聯絡，這次是三年。
殷志源2010年4月在夏威夷結婚，曾經是當紅偶像的他，對象卻是與高中時代的初戀女友，當時還成為一段佳話。無奈相愛容易相處難，這段婚姻僅維持短短兩年。據相關人士透露，兩人個性不合，所以決定離婚。對此殷志源的所屬公司則表示：「兩人確實已經辦理了離婚手續。會儘快發佈聲明向大眾告知。」
以下為殷志源經紀公司正式發表聲明：
|  | 大家好！這裡是殷志源所屬的GYM娛樂公司。2010年4月在夏威夷結婚的殷志源與夫人李某在去年（2012年）8月已經協議離婚了。因為性格差異大，彼此難以適應，最後決定各自開始全新的生活，各自走自己的路，達成了協議。為了保護前夫人李某的私生活，離婚時，沒有標明。現在公開了事實，希望前妻李某的日常生活能維持現狀，也希望大家不要過度關心此事。 |

離婚之後，原和父母一起生活的殷志源開始獨立生活，並集中準備未來的各種活動。而殷志源亦曾在節目中表示，自己和前妻並不是像謠言中關係那麼壞，大家只是個性不合和平分手，現在還像朋友一樣交流著，但只要她有了新的伴侶便不會有任何接觸
2018年9月5日，殷志源父親於首爾醫院過世。6日由所屬經紀公司YG娛樂證實此一訊息，以下為經紀公司正式發表聲明：
|  | 所属藝人SECHSKIES 殷志源父親於5日過世。葬禮根据遺屬意願以安静的家族葬禮形式進行。殷志源現在正在靈堂守護在父親身邊送最後一程，故人將於7日出殯。謹祈冥福深切哀悼。 |

### 個人品德
以綜藝上沒有框架的殷初丁形象、地位高上的水晶男孩隊長形象，與殷志源日常中細心和有責任感的態度卻截然不同
兩天一夜/新西遊記工作人員評價：
|  | 是一個能夠讓所有工作人員開懷大笑的人，是一個能夠讓所有工作人員像是相處了十年以上覺得很舒服的人，是一個無論去到哪裡，無論遇到誰都想讓人給予他無限愛意的人。 |

|  | 對於舊美(瘋)殷志源呢，是真的想要給他好好編輯的一個人，他是一個讓你想告訴大家‘世界上還有這樣的人啊’的人，是一個對於別人隨意說出的那些話和事情也都會真心對待的人。 真的是只能用殷志源是殷志源來表達的人，是一個帶有感動的人，是一個能夠給予製作組信任感的人，我們也想和他長久地合作下去。 真的是一個很好的人，是一個讓我們想將他的魅力完完整整地展現給觀眾的人。 |

前經紀人對殷志源的評價：
|  | 其實藝人一般敏感挑剔的地方都挺多的，志源哥始終是一個很單純的人，就把其他藝人的一般狀態想成是志源哥真的很累真的很敏感的時候就比較容易理解了。 就算對服裝不滿意也從來沒有責怪過造型師，就算是在《兩天一夜》時期那緊湊的拍攝行程中也從來沒有對誰不耐煩過。 覺得他難伺候的人可以試著找一找他的笑點你就會知道他是一個多麼單純多麼純真的人，如果想逗哥哥笑的話就和哥哥開一些幼稚的玩笑就可以了，在後面突然嚇他一跳或者拿類似於水槍之類幼稚的玩具來逗他的話，感覺無論是誰都可以逗笑哥哥的，所以到現在也覺得他依然是一個純潔無垢的單純的青年。 |

「認識的哥哥」pd被問到誰是印象最深刻的嘉賓：
|  | 雖然都很感謝，換成哥哥們學校以後初期出演的4位轉學生最常想起，洪真英，索菲，殷志源，姜均成，因為他們做得太好了所以錄製後讓我對新的風格抱有希望。 |

關於加入「團結才能火」：
2018年3月14日，團結才能火第一季相關人員透漏曾多次聯繫殷志源作為嘉賓出演，出演同時表達了希望他能夠固定出演的意向，同年8月23日，官方確定殷志源將作為團結才能火第二季固定成員出演。
|  | 新聞節選：FR團結才能火的成池靜（音譯）CP表示“殷志源的綜藝感超強，邀請了幾個月才終於艱難地對上行程出演。話題性很好，又是春天，覺得收視率 也會很好”，因為殷志源在積極地做得很好讓人不得不跟隨他的綜藝感，製作組甚至說希望他能夠作為固定成員出演。 |

2007年至今，和殷志源合作超過10年的羅PD對殷志源的評價：
Q.殷志源的遊戲能力幾乎達到了別人無法赶超的程度。
|  | “殷志源觀察力卓越並且好奇心強，最重要的是真的很認真，和我們一起做節目的期間一次都沒有聽到周圍的人說：「不認真做」的這種話，都是死命認真地在做啊。站在哥哥的立場上他是弟弟，在弟弟的立場上他是哥哥，因為他認真去做了，所以大家都認真去做，成為了讓大家這樣去做的原動力。新來 的成員會熬夜轉悠的理由也是因為在電視上看到殷志源並學習了才會這樣做的，殷志源對愛豆來說已經成為了綜藝教科書。 |

申孝靜pd於「姜食堂」的採訪：
Q：在《新西遊記》中沒見過的成員的另一面在食堂裡面出現了，預告中的殷志源很完美地體現了這一點
|  | 殷志源原來就是那種類型，在工作上絕不馬虎， 因為在《新西遊記》中認真玩遊戲的原因也是因為那是工作，殷志源本來就很細心，現在《新西遊記》中如果沒有展現那種樣子，在《姜食堂》中就能看到他細心的一面，也會首次看到擔心的姜虎東，包括《兩天一夜》在內，已經超過10年一起合作，總是信任著製作組，這次是第一次擔心製作組 |

|  | 殷志源是連接年齡稍大的哥哥們和年齡小的弟弟們的關係的如同紐帶一般的作用」‘雖然有時候會像忙內一般像個瘋孩子一樣，但是拍攝的時候和不拍攝的時候的模樣有很大不同的’，‘就像在現場殷志源最先站出來像個大人一樣搬行李，因為我身體不怎麼好他都會自己帶好行李讓大家集中拍攝，總是成熟美滿滿的’ 與節目中所展現的不懂事淘氣不同，展現了成熟而穩重的反轉魅力。 |

兩天一夜拍攝後記選翻：
|  | 在拍攝兩天一夜爬白頭山那一期時，正是殷志源患腦膜炎的時候，在頭疼得要吐了的情況下，還是堅持著完成拍攝，鏡頭前的他依然給觀眾帶來歡樂，展現給觀眾的依舊是那個不懂事又惹人喜愛的初丁形象。 |

## 音樂作品

### 個人音樂作品
| - 2001年3月29日：《G pop》 - 2002年2月27日：《Money》 - 2003年9月5日：《만취 In Hiphop》 - 2005年2月23日：《The 2nd Round》 - 2009年12月14日：《PLATONIC》 - 2019年6月27日：《G1》 - 2015年6月8日:《TRAUMA》 | - 2000年10月27日:《G》 - 2007年10月30日:《愛情死愛思愛》 - 2008年11月6日:《G Code》 - 2010年3月23日: 《醉酒後...》 - 2010年7月13日:《You're My V.I.P》(Feat. 張水院 of J-Walk) - 2012年12月21日:《아무나(任何人)》(Feat. GilMe) |

### CLOVER音樂作品
- 2011年:《Classic Over》迷你專輯
- 2011年:《認識的哥哥》數碼單曲
- 2012年:《豬肉湯飯》數碼單曲
- 2013年:《Trickling》數碼單曲

## 演出作品

### 綜藝節目

#### 主持
| 播出日期                     | 頻道 | 節目名稱            | 備註           |
| ---------------------------- | ---- | ------------------- | -------------- |
| 2007年5月6日－7月29日        | KBS2 | 《準備好了》        | E01－E10       |
| 2008年5月11日－2009年7月19日 | SBS  | 《人氣歌謠》        | 第21－23代主持 |
| 2009年5月2日－6月13日        | SBS  | 《介紹明星的朋友2》 | E01－E06       |
| 2009年6月19日－12月11日      | SBS  | 《至親筆記2》       | E31－E39       |
| 2010年9月30日－11月18日      | MBC  | 《深夜的Idol》      | E01－E08       |

| 播出日期                      | 頻道 | 節目名稱                  | 備註                                 |
| ----------------------------- | ---- | ------------------------- | ------------------------------------ |
| 2012年6月22日－8月10日        | Mnet | 《SHOW ME THE MONEY》     | E01－E08                             |
| 2013年4月10日－2015年4月29日  | KBS2 | 《維他命》                | E480－E580                           |
| 2013年6月7日－8月2日          | Mnet | 《SHOW ME THE MONEY 2》   | E01－E09                             |
| 2013年8月17日－2014年12月27日 | KBS2 | 《不朽的名曲》            | E114－E179（E106、E117亦为表演嘉宾） |
| 2013年11月26日－12月26日      | QTV  | 《未少年通信-殷熙商談所》 | E01－E05                             |

| 播出日期                 | 頻道                         | 節目名稱                   | 備註                                |
| ------------------------ | ---------------------------- | -------------------------- | ----------------------------------- |
| 2017年3月26日－6月2日    | tvN                          | 《共助7》                  | E01－E10                            |
| 2017年11月29日           | MBC                          | 《黃金漁場 Radio Star》    | E545 離家出走特輯（Special MC）     |
| 2018年2月23日－5月19日   | Channel A                    | 《千萬Holic，Coming Soon》 | E01－E13                            |
| 2018年6月25日－8月20日   | SBS funE、SBS MTV、 SBS Plus | 《School Attack 2018》     | E01－E08                            |
| 2018年7月26日－9月28日   | MBN                          | 《Cart Show 2》            | E13－E22                            |
| 2018年10月22日－11月12日 | SBS funE、SBS MTV            | 《School Attack 2018》     | E09－E12                            |
| 2020年1月22日            | MBC                          | 《黃金漁場 Radio Star》    | E653 聽見你的聲音特輯（Special MC） |
| 2020年3月15日            | SBS                          | 《我家的熊孩子》           | E181（特別MC）                      |

| 播出日期                     | 頻道 | 節目名稱                   | 備註     |
| ---------------------------- | ---- | -------------------------- | -------- |
| 2022年8月26日－2023年1月13日 | tvN  | 《看我的肩膀，都要脫臼了》 | E00－E13 |
| 2022年10月31日－12月18日     | MBN  | 《火熱的告別》             | E01－E06 |

2023年7月23日
恢復單身的男女們4

#### 固定出演
| 播出日期                      | 頻道    | 節目名稱                | 備註           |
| ----------------------------- | ------- | ----------------------- | -------------- |
| 2007年4月21日－9月1日         | SBS     | 《爆裂！精神統一》      | E02－E15       |
| 2007年8月5日－2012年2月26日   | KBS     | 《兩天一夜》            | E001－E232     |
| 2007年12月14日－2009年9月21日 | MBC     | 《來玩吧》              |                |
| 2010年5月4日－6月22日         | KBS Joy | 《Idol League》         | E01－E08       |
| 2010年5月10日－2013年4月15日  | KBS2    | 《危機逃出No.1》        | 第6－10代      |
| 2010年5月15日－11月20日       | KBS     | 《明星金钟 一学年一班》 | 其他时间待查實 |

| 播出日期                      | 頻道     | 節目名稱                       | 備註                        |
| ----------------------------- | -------- | ------------------------------ | --------------------------- |
| 2012年1月9日－12月24日        | MBC      | 《來玩吧》                     |                             |
| 2012年10月7日－2013年10月6日  | tvN      | 《三個傻瓜》                   | E01－E51                    |
| 2013年4月16日－7月9日         | QTV      | 《20世紀末少年（第一季）》     | E01－E13                    |
| 2013年6月30日－11月17日       | SBS      | 《赤腳的朋友們》               | E11－E31                    |
| 2013年8月27日－11月19日       | QTV      | 《20世紀末少年（第二季）》     | E01－E12                    |
| 2013年12月7日－2014年2月22日  | tvN      | 《遊戲的法則 （第二季）》      | E01－E10為參加者，E12為觀眾 |
| 2014年7月19日－8月9日         | On Style | 《WISH》                       | E01－E04                    |
| 2014年9月20日－11月20日       | tvN      | 《今天開始上班》               | E01－E10                    |
| 2015年1月3日－5月2日          | KBS2     | 《人類的條件（第二季）》       | E093－E109，春節特輯        |
| 2015年3月17日－5月5日         | JTBC     | 《我去上學啦》                 | E36－E43                    |
| 2015年6月20日－7月17日        | SBS      | 《叢林的法則（第四季）雅浦島》 | E04－E08                    |
| 2015年8月11日－9月22日        | KBC      | 《我們小區藝體能 游泳篇》      | E119－E125                  |
| 2015年11月27日－2016年9月8日  | MBC      | 《能力者們》                   | E03，E05－E41               |
| 2015年12月16日－2016年3月2日  | JTBC     | 《瑪麗與我》                   | E01－E12                    |
| 2015年12月25日－2016年4月1日  | MBC      | 《隔壁的CEO們》                | E01－E15                    |
| 2015年12月30日－2016年2月24日 | XTM      | 《Timeout》                    | E01－E08                    |

| 播出日期                      | 頻道      | 節目名稱                      | 備註                       |
| ----------------------------- | --------- | ----------------------------- | -------------------------- |
| 2016年2月14日－3月27日        | KBS1      | 《青年大韓民國拜託了》        | E01－E06                   |
| 2016年4月8日－4月15日         | tvN       | 《新西遊記》                  | E01－E02                   |
| 2016年4月22日－6月17日        | tvN       | 《新西遊記2》                 | E01－E09                   |
| 2016年6月5日－8月21日         | JTBC      | 《天下壯士》                  | E01－E12                   |
| 2016年9月5日－11月21日        | SBS       | 《花樣旅行》                  | E01－E12                   |
| 2017年1月8日－3月12日         | tvN       | 《新西遊記3》                 | E01－E09 + 導演版          |
| 2017年6月13日－8月22日        | tvN       | 《新西遊記4》                 | E01－E10 + 導演版          |
| 2017年12月5日－2018年1月9日   | tvN       | 《姜食堂》                    | E01－E05 + 導演版          |
| 2018年5月5日－10月27日        | MBC       | 《意外的Q》                   | E01－E25                   |
| 2018年9月30日－10月28日       | tvN       | 《新西遊記5》                 | E01－E05                   |
| 2018年10月28日－12月2日       | tvN       | 《新西遊記6》                 | E00－E05 + 導演版          |
| 2018年11月24日－2019年1月12日 | JTBC      | 《團結才能火2》               | E05－E11                   |
| 2019年4月7日－6月23日         | JTBC      | 《K-POP CHALLENGE <Stage K>》 | E01－E11（K-Leader）       |
| 2019年4月27日－7月13日        | MBN       | 《訓MAN正音》                 | E01－E12                   |
| 2019年5月31日－7月5日         | tvN       | 《姜食堂2》                   | E01－E06                   |
| 2019年6月8日－8月17日         | tvN       | 《高校供餐王》                | E01－E11                   |
| 2019年6月16日－9月8日         | JTBC      | 《完美搭檔》                  | E01－E13                   |
| 2019年7月5日－8月2日          | tvN       | 《姜食堂3》                   | E00－E04                   |
| 2019年8月3日－2020年1月27日   | MBN       | 《自然地》                    | E01－E26                   |
| 2019年9月20日－11月22日       | tvN       | 《去冰島的三餐》              | E01－E10                   |
| 2019年10月25日－2020年1月3日  | tvN       | 《新西遊記7》                 | E01－E11                   |
| 2019年12月21日－2020年3月21日 | Channel A | 《搭飛機去2》                 | E01－E12                   |
| 2020年1月10日－3月27日        | tvN       | 《星期五星期五晚上》          | E01－E10＋導演版           |
| 2020年1月26日－5月17日        | MBC       | 《物以類聚》                  | E01－E17                   |
| 2020年5月15日－7月24日        | tvN       | 《三時四餐》                  | E00－E10，水晶男孩全體出演 |
| 2020年10月9日－12月18日       | tvN       | 《新西遊記8》                 | E01－E10＋導演版           |
| 2020年12月12日－12月26日      | tvN       | 《薛民錫的赤裸世界史》        | E01－E03                   |

| 播出日期               | 頻道      | 節目名稱                  | 備註                       |
| ---------------------- | --------- | ------------------------- | -------------------------- |
| 2021年1月22日－2月19日 | tvN       | 《不要回頭看》            | E01－E04，水晶男孩全體出演 |
| 2021年1月30日－3月27日 | tvN       | 《赤裸世界史》            | E04－E12                   |
| 2021年6月1日－9月21日  | tvN       | 《赤裸世界史》            | E13－E28                   |
| 2022年1月4日－至今     | tvN       | 《赤裸世界史》            | E29－至今                  |
| 2022年1月31日－5月16日 | tvN       | 《All桌球啊！》           | E01－E16                   |
| 2022年2月5日－4月16日  | Mnet、tvN | 《看見你的聲音9》         | E02－E12（音痴搜查隊）     |
| 2022年4月17日－9月18日 | SBS       | 《家師父一體》            | E216－E238                 |
| 2023年1月1日－4月23日  | SBS       | 《家師父一體2》           | E01－E16                   |
| 2023年1月26日－2月9日  | SBS       | 《奇怪國家的地獄法庭》    | E01－E03                   |
| 2023年3月22日－至今    | SBS       | 《結伙072第5季 勝負師們》 | E01－至今                  |

#### 嘉賓出演
| 播出日期                 | 頻道 | 節目名稱                         | 備註                   |
| ------------------------ | ---- | -------------------------------- | ---------------------- |
| 2001年5月2日             | Mnet | 《shocking日記》                 |                        |
| 2002年4月5日             | KBS2 | 《明星集賢殿》                   |                        |
| 2002年5月10日            | KBS2 | 《明星集賢殿》                   |                        |
| 2002年5月31日            | KBS2 | 《明星集賢殿》                   |                        |
| 2002年6月20日            | KBS  | 《Happy Together》               |                        |
| 2003年7月5日－10月4日    | MBC  | 《天生緣分》                     | 第26－31代             |
| 2003年8月日              | KMTV | 《I Love Show Tank》             | 與李宰鎮、姜成勳       |
| 2003年9月4日             | KBS  | 《Happy Together》               |                        |
| 2003年9月12日            | MBC  | 《屋塔房蟒蛇》                   |                        |
| 2003年9月20日            | KBS2 | 《Music Show Hi!5》              | 與李宰鎮、姜成勳       |
| 2003年9月21日            | SBS  | 《Beautiful Sunday－活力充電所》 | E57                    |
| 2003年9月25日            | KBS  | 《Happy Together》               |                        |
| 2003年10月27日           | SBS  | 《夜心萬萬》                     | E35                    |
| 2003年11月3日            | SBS  | 《夜心萬萬》                     | E36                    |
| 2003年11月8日－12月13日  | SBS  | 《X Man》                        | E001－E006（第1代）    |
| 2003年11月13日           | KBS  | 《Happy Together》               |                        |
| 2003年12月25日           | KBS2 | 《Happy Together》               | E111                   |
| 2003年12月27日           | MBC  | 《Who Who Who（找朋友）》        |                        |
| 2004年1月19日            | MBC  | 《傳播見聞錄》                   |                        |
| 2004年1月29日            | KBS  | 《Happy Together》               | E116                   |
| 2004年2月5日             | KBS  | 《Happy Together》               | E117                   |
| 2004年2月14日－2月21日   | SBS  | 《X Man》                        | E015－E016（第4代）    |
| 2004年8月13日            | KBS2 | 《尹道賢的情書》                 |                        |
| 2004年9月16日            | KBS  | 《Happy Together》               |                        |
| 2004年9月25日－10月2日   | SBS  | 《X Man》                        | E047－E048（第19代）   |
| 2004年12月9日            | KBS  | 《Happy Together》               |                        |
| 2004年12月19日－12月26日 | SBS  | 《X Man》                        | E059－E060（第25代）   |
| 2004年12月24日           | KBS2 | 《尹道賢的情書》                 | E132                   |
| 2005年3月5日－3月12日    | SBS  | 《情書》                         | E68－E69               |
| 2005年3月10日            | KBS  | 《Happy Together》               |                        |
| 2005年3月27日－4月3日    | SBS  | 《X Man》                        | 第32代                 |
| 2005年4月1日             | KBS2 | 《尹道賢的情書》                 | E145                   |
| 2005年4月14日            | KBS  | 《Happy Together》               |                        |
| 2005年4月16日            | MBC  | 《來玩吧》                       |                        |
| 2005年4月21日            | KBS  | 《Happy Together》               |                        |
| 2005年5月14日－5月21日   | MBC  | 《萬元的幸福》                   |                        |
| 2005年5月21日            | MBC  | 《無限挑戰》                     | E005（狗vs狗仔式游泳） |
| 2005年5月22日－5月29日   | SBS  | 《X Man》                        | 第36代                 |
| 2005年6月19日－7月10日   | KBS  | 《女傑6》                        | E02－E05               |
| 2005年7月1日             | KBS2 | 《尹道賢的情書》                 | E158                   |
| 2005年7月24日            | MBC  | 《想像遠征隊》                   | E14                    |
| 2005年10月6日            | MBC  | 《料理王》                       | E01                    |

| 播出日期                       | 頻道       | 節目名稱                 | 備註                                     |
| ------------------------------ | ---------- | ------------------------ | ---------------------------------------- |
| 2007年4月22日－2007年4月29日   | KBS2       | 《新女傑6》              |                                          |
| 2007年8月5日                   | MBC        | 《玩轉經濟》             |                                          |
| 2007年10月7日                  | KBS2       | 《頭腦王愛因斯坦》       | E01                                      |
| 2007年11月3日                  | MBC        | 《明星金钟》             | 與J-Walk                                 |
| 2007年11月23日                 | Mnet       | 《追蹤!X-boy friend》    | 與J-Walk                                 |
| 2007年11月30日                 | KBS2       | 《尹道賢的情書》         | E274，與J-Walk                           |
| 2007年12月7日                  | MBC        | 《來玩吧》               | E173                                     |
| 2007年12月2日                  | SBS        | 《六感對決》             |                                          |
| 2007年12月23日                 | MBC every1 | 《Cook and Talk》        | 與J-Walk                                 |
| 2008年5月25日                  | SBS        | 《Change》               |                                          |
| 2008年6月3日                   | KBS        | 《想像plus》             | E184，與金C                              |
| 2008年7月21日                  | SBS        | 《至親筆記》             | 試播                                     |
| 2008年8月31日                  | SBS        | 《六感對決》             |                                          |
| 2008年9月13日                  | SBS        | 《介紹明星的朋友》       |                                          |
| 2008年11月19日                 | SBS        | 《金諪恩的巧克力》       |                                          |
| 2008年11月22日                 | MBC        | 《明星金鐘》             | 與J-Walk                                 |
| 2008年12月4日                  | KBS        | 《Happy Together》       |                                          |
| 2008年12月8日                  | On Style   | 《My Style Road》        |                                          |
| 2008年12月21日                 | KBS        | 《測試遠征隊》           |                                          |
| 2009年1月17日                  | SBS        | 《因為喜歡-做個好爸爸》  | E11                                      |
| 2009年5月16日                  | KBS        | 《Guerrilla Date》       |                                          |
| 2009年6月11日                  | KBS        | 《Happy Together》       | E101                                     |
| 2009年7月21日－2009年7月28日   | KBS Joy    | 《Hello Baby》           | 一日爸爸                                 |
| 2009年8月29日                  | SBS        | 《金諪恩的巧克力》       |                                          |
| 2009年9月2日－2009年9月16日    | MBC        | 《黃金漁場 Radio Star》  |                                          |
| 2009年9月2日－2009年11月3日    | MBC every1 | 《短信王》               |                                          |
| 2009年10月24日                 | KBS2       | 《申東燁申鳳善的香檳酒》 |                                          |
| 2009年10月30日                 | MBC        | 《指環王》               | 試播                                     |
| 2009年11月10日                 | KBS        | 《想像Plus》             | E255                                     |
| 2009年11月17日－2009年12月22日 | SBS        | 《強心臟》               | E07－E08、E11－E12                       |
| 2009年12月18日                 | KBS2       | 《柳喜烈的寫生簿》       |                                          |
| 2010年1月10日                  | tvN        | 《The Fan》              |                                          |
| 2010年1月23日                  | SBS        | 《金諪恩的巧克力》       | 與張水院、尚根                           |
| 2010年2月7日                   | SBS        | 《六感對決》             |                                          |
| 2010年2月11日                  | Gom TV     | 《O4U Fan Meeting》      |                                          |
| 2010年3月19日                  | KBS2       | 《柳喜烈的寫生簿》       | 與K.Will                                 |
| 2010年7月4日                   | SBS        | 《哈哈夢Show》           | E01（客串）                              |
| 2010年7月12日                  | KBS        | 《Happy Birthday》       | E09                                      |
| 2010年7月25日                  | MBC        | 《Honey Jar》            | E07                                      |
| 2010年8月3日－2010年8月10日    | SBS        | 《強心臟》               | E37－E38（我的女友是九尾狐特輯：狐vs熊） |
| 2010年8月20日                  | KBS2       | 《柳喜烈的寫生簿》       | 與GilMe                                  |
| 2010年11月12日                 | KBS2       | 《柳喜烈的寫生簿》       | 與李壽根                                 |

| 播出日期                      | 頻道     | 節目名稱                        | 備註                                         |
| ----------------------------- | -------- | ------------------------------- | -------------------------------------------- |
| 2011年1月15日－2011年1月22日  | KBS2     | 《百分滿分》                    | E08－E09（元祖偶像特輯）                     |
| 2011年2月28日                 | SBS      | 《對決！Star 聽證會－每天每夜》 | E16                                          |
| 2011年3月10日                 | KBS      | 《Happy Together》              | E187（元祖偶像特輯）                         |
| 2011年4月1日                  | KBS2     | 《柳喜烈的寫生簿》              | 與Clover                                     |
| 2011年4月9日                  | KBS      | 《百分滿分》                    | E20                                          |
| 2011年5月7日                  | SBS      | 《驚人的大會Star King》         | 嘉賓                                         |
| 2011年5月10日                 | KBS2     | 《1 VS 100》                    | E200                                         |
| 2011年7月9日－2011年8月6日    | KBS      | 《星期六的自由宣言》            | E06－E10                                     |
| 2011年10月25日－2011年11月1日 | SBS      | 《強心臟》                      | E101－E102（100期特輯）                      |
| 2012年2月28日                 | KBS      | 《乘勝長驅》                    | E104                                         |
| 2012年3月25日                 | SBS      | 《鄭在炯&李孝利 You And I》     | E04                                          |
| 2012年5月17日                 | MBC      | 《Jewelry House》               | 試播                                         |
| 2012年6月15日                 | SBS      | 《1億競猜秀》                   |                                              |
| 2012年7月12日                 | KBS      | 《Happy Together》              | E257                                         |
| 2012年7月19日                 | tvN      | 《現場脫口秀Taxi》              |                                              |
| 2012年7月20日                 | SBS      | 《1億競猜秀》                   |                                              |
| 2012年7月27日                 | KBS2     | 《柳喜烈的寫生簿》              | 與GilMe                                      |
| 2012年8月17日                 | KBS2     | 《Sponge Zero》                 |                                              |
| 2012年9月15日                 | CJ E&M   | 《SNL Korea》                   | 請回答1997篇                                 |
| 2012年9月22日－2012年10月6日  | JTBC     | 《李秀根和金炳萬的上流社會》    | E42－E44                                     |
| 2012年10月7日                 | SBS      | 《鄭在炯&李孝利 You And I》     | E26                                          |
| 2013年2月9日                  | SBS      | 《驚人的大會Star King》         | 第302期 嘉賓                                 |
| 2013年2月19日－2013年2月26日  | SBS      | 《話神-支配心靈者》             | E01－E02                                     |
| 2013年3月22日－2013年3月29日  | SBS      | 《Thank You》                   | E04－E05                                     |
| 2013年4月13日                 | JTBC     | 《隱藏歌手》                    | Bobby Kim篇                                  |
| 2013年4月14                   | SBS      | 《Running Man》                 | E141（動物之王）                             |
| 2013年6月22日                 | KBS      | 《不朽的名曲》                  | 與哈傑卡埃及                                 |
| 2013年7月11日                 | KBS      | 《Happy Together》              | E307，與哈傑卡埃及                           |
| 2013年8月20日                 | SBS      | 《話神-支配心靈者》             | E26 （倖存的偶像），與哈傑卡埃及             |
| 2013年9月13日                 | MBC      | 《我獨自生活》                  | E24（客串）                                  |
| 2013年12月7日                 | TVN      | 《The Genius（第二季）》        | E1-E10                                       |
| 2014年1月24日                 | KBS2     | 《家族的品格》                  | idol特辑                                     |
| 2014年3月20日                 | KBS      | 《Happy Together》              | E341（三劍客特輯）                           |
| 2014年3月26日－2014年4月2日   | KBS      | 《Million Seller》              | 試播                                         |
| 2014年5月1日                  | MBC      | 《向星葵》                      | 試播                                         |
| 2014年5月17日                 | MBC      | 《改變世界的Quiz》              | E249                                         |
| 2014年6月1日                  | KBS2     | 《兩天一夜（第三季）》          | 早晨天使                                     |
| 2014年7月18日                 | KBS2     | 《家族的品格》                  |                                              |
| 2014年8月4日                  | KBS2     | 《危機逃出No.1》                | E444（元祖偶像特輯）                         |
| 2014年8月17日                 | SBS      | 《Running Man》                 | E209（三角謎題競賽），與哈傑卡埃及           |
| 2014年8月19日                 | SBS      | 《Magic Eye》                   | E07                                          |
| 2014年9月7日－2014年9月8日    | JTBC     | 《同歲人》                      | 試播                                         |
| 2014年10月9日－2014年10月16日 | KBS      | 《飯桌之神》                    |                                              |
| 2014年10月24日                | On Style | 《挑戰超模》                    | E11                                          |
| 2014年11月7日                 | KBS2     | 《我是男人》                    | E14（特別職業篇）                            |
| 2014年11月24日                | KBS      | 《大國民脫口秀-你好》           | E200                                         |
| 2015年2月19日                 | SBS      | 《明星金鐘》                    | 新春特輯                                     |
| 2015年2月20日                 | KBS      | 《超人回来了vs两天一夜》        | 新春特辑                                     |
| 2015年6月15日                 | KBS      | 《大國民脫口秀-你好》           |                                              |
| 2015年6月21日                 | SBS      | 《Running Man》                 | E252（Hiphop特輯）                           |
| 2015年6月27日                 | KBS      | 《隨心所欲》                    | 試播                                         |
| 2015年8月8日                  | SBS      | 《同床異夢，沒關係沒關係》      | E16                                          |
| 2015年9月7日－2015年9月14日   | KBS2     | 《危機逃出No.1》                | E499－E500（500期特輯）                      |
| 2015年10月3日－2015年10月24日 | MBC      | 《無限挑戰》                    | E448－E451（傻瓜戰爭-單純的時代）            |
| 2015年11月16日                | JTBC     | 《非首腦會談》                  | E72 對別人的關心感到壓力的我，是不正常的嗎？ |

| 播出日期                | 頻道          | 節目名稱                           | 備註                                                   |
| ----------------------- | ------------- | ---------------------------------- | ------------------------------------------------------ |
| 2016年4月2日            | JTBC          | 《認識的哥哥》                     | E18，與姜均成                                          |
| 2016年4月16日－4月30日  | MBC           | 《無限挑戰》                       | E476－E478 六六歌第二季 水晶男孩特輯，水晶男孩全體出演 |
| 2016年5月12日           | MBC           | 《能力者們》                       | E25 水晶男孩能力者，與姜成勳                           |
| 2016年6月1日            | MBC           | 《黃金漁場 Radio Star》            | E480，水晶男孩全體出演                                 |
| 2016年6月10日           | KBS2          | 《柳喜烈的寫生簿》                 | E323，水晶男孩全體出演                                 |
| 2016年6月12日－6月17日  | SBS           | 《Fantastic Duo》                  | E09－E10，與李宰鎮、金在德、姜成勳                     |
| 2016年9月15日           | KBS           | 《九拉車車Time Slip－新少年》      | 中秋特別節目                                           |
| 2016年9月19日           | KBS           | 《演藝家中介》                     | E1639，水晶男孩全體出演                                |
| 2016年11月20日          | SBS           | 《Running Man》                    | E326，水晶男孩全體出演                                 |
| 2016年11月30日          | MBC           | 《黃金漁場 Radio Star》            | E503，水晶男孩全體出演                                 |
| 2016年12月7日－12月14日 | MBC every1    | 《Weekly Idol》                    | E280－E281，水晶男孩全體出演                           |
| 2017年3月24日           | MBC           | 《我獨自生活》                     | E197（客串嘉賓）                                       |
| 2017年5月14日           | MBC           | 《Section TV 演藝通信》            | E878，水晶男孩全體出演                                 |
| 2017年5月24日           | JTBC          | 《請給一頓飯Show》                 | E32，與張水院                                          |
| 2017年5月25日－6月1日   | tvN           | 《人生酒館》                       | E21－E22，水晶男孩全體出演                             |
| 2017年5月28日－6月4日   | MBC           | 《神秘音樂秀：蒙面歌王》           | E113－E114，與姜成勳（藝人評審團）                     |
| 2017年6月3日－6月10日   | MBC           | 《My Little Television》           | E100－E101，水晶男孩全體出演                           |
| 2017年6月10日           | MBC           | 《哥哥的想法》                     | E04，水晶男孩全體出演                                  |
| 2017年9月2日            | MBC           | 《無限挑戰》                       | E545，與金在德                                         |
| 2017年10月7日           | MTV Japan     | 《YG Family Video & Live Special》 | E01，水晶男孩全體出演                                  |
| 2017年11月5日           | SBS           | 《Fantastic Duo 2》                | E31（特別舞台嘉賓）                                    |
| 2017年12月10日          | MBC           | 《Section TV 演藝通信》            | E899，水晶男孩全體出演                                 |
| 2017年12月16日          | JTBC          | 《認識的哥哥》                     | E106，水晶男孩全體出演                                 |
| 2017年12月31日          | SBS           | 《Running Man》                    | E383，水晶男孩全體出演                                 |
| 2018年3月13日－4月3日   | JTBC          | 《團結才能火》                     | E64－E67 杜拜篇                                        |
| 2018年6月17日           | JTBC          | 《隱藏歌手5》                      | E01 Kangta篇，與姜成勳                                 |
| 2018年10月6日           | GS SHOP LIVE  | 《SHOW ME THE TREND》              | 與金在德、張水院                                       |
| 2019年4月4日            | Channel A     | 《相信我跟我來，都市漁夫》         | E83，與張水院                                          |
| 2019年4月14日           | Olive         | 《所有人的廚房》                   | E09 朋友啊，吃飯吧                                     |
| 2019年6月8日            | tvN           | 《驚人的星期六》                   | E62 驚六供餐王                                         |
| 2019年6月12日           | MBC           | 《黃金漁場 Radio Star》            | E621 見面就是好朋友特輯                                |
| 2019年7月9日            | JTBC          | 《Idol Room》                      | E58                                                    |
| 2020年1月30日           | KBS2          | 《Happy Together 4》               | E68 只是工作的關係，水晶男孩全體出演                   |
| 2020年2月1日            | KBS2          | 《柳喜烈的寫生簿》                 | E477，水晶男孩全體出演                                 |
| 2020年2月11日           | JTBC          | 《Idol Room》                      | E87，水晶男孩全體出演                                  |
| 2020年2月15日－2月22日  | MBC           | 《全知干預視角》                   | E91－E92，水晶男孩全體出演                             |
| 2020年3月2日            | KBS2          | 《屋塔房的問題兒童們》             | E67，與張水院                                          |
| 2020年4月29日           | CJ O Shopping | 《農活Project》                    |                                                        |
| 2020年10月3日           | MBC           | 《白Father便利店Dinner Show》      | E01                                                    |
| 2020年11月6日－11月13日 | tvN           | 《肩膀舞要跳到什麼時候啊》         | E03－E04                                               |
| 2020年12月26日          | MBC           | 《白Father：不要停止料理》         | E26                                                    |

| 播出日期                 | 頻道       | 節目名稱                   | 備註                                  |
| ------------------------ | ---------- | -------------------------- | ------------------------------------- |
| 2021年1月1日－1月8日     | JTBC       | 《感性露營》               | E11－E12                              |
| 2021年1月8日             | tvN        | 《肩膀舞要跳到什麼時候啊》 | E10                                   |
| 2021年2月12日            | KBS2       | 《柳喜烈的寫生簿》         | E527 春節特輯，水晶男孩全體出演       |
| 2021年3月9日             | MBC every1 | 《Video Star》             | E239 G源聚G特輯 Y so Genius，與張水院 |
| 2021年11月12日－11月19日 | tvN        | 《運動天才安宰賢》         | E06－E07                              |
| 2022年1月23日            | SBS        | 《家師父一體》             | E205                                  |
| 2022年1月29日            | Mnet、tvN  | 《看見你的聲音9》          | E01（邀請明星），與張水院             |
| 2022年3月6日             | SBS        | 《家師父一體》             | E210                                  |
| 2022年4月16日            | tvN        | 《驚人的星期六》           | E208                                  |

### 網絡節目

#### 官方頻道
| 建立日期       | 頻道名稱                                       | 備註             |
| -------------- | ---------------------------------------------- | ---------------- |
| 2016年8月12日  | YouTube上的SECHSKIES頻道                       | 水晶男孩官方頻道 |
| 2016年8月16日  | V LIVE上的SECHSKIES頻道 （页面存档备份，存于） | 水晶男孩官方頻道 |
| 2018年11月20日 | YouTube上的G-ZONE 遊戲殷志源頻道               | 個人官方頻道     |

#### 主持
| 播出日期               | 頻道                                                                                            | 節目名稱                         | 備註     |
| ---------------------- | ----------------------------------------------------------------------------------------------- | -------------------------------- | -------- |
| 2016年5月22日－8月14日 | Naver TV上的Plan Man頻道 （页面存档备份，存于）、 YouTube上的TRENDY TV頻道                      | 《Plan Man》                     | E01－E12 |
| 2017年3月13日－3月31日 | Naver TV上的joLjamTV頻道 （页面存档备份，存于）、 V LIVE上的joLjamTV頻道 （页面存档备份，存于） | 《Plan Man New Beginning》       | E01－E15 |
| 2017年4月24日－5月12日 | Naver TV上的joLjamTV頻道 （页面存档备份，存于）、 V LIVE上的joLjamTV頻道 （页面存档备份，存于） | 《Plan Man New Beginning》       | E01－E15 |
| 2017年7月31日－8月24日 | Naver TV上的joLjamTV頻道 （页面存档备份，存于）、 V LIVE上的joLjamTV頻道 （页面存档备份，存于） | 《Plan Man New Beginning》       | E01－E18 |
| 2018年2月26日－3月20日 | Naver TV上的joLjamTV頻道 （页面存档备份，存于）、 V LIVE上的joLjamTV頻道 （页面存档备份，存于） | 《Plan Man X 行李男 The Hybrid》 | E01－E17 |

| 播出日期                     | 頻道                         | 節目名稱                   | 備註     |
| ---------------------------- | ---------------------------- | -------------------------- | -------- |
| 2022年8月26日－2023年1月13日 | YouTube上的Channel十五夜頻道 | 《看我的肩膀，都要脫臼了》 | E00－E13 |

#### 固定出演
| 播出日期                 | 頻道                                             | 節目名稱                                      | 備註                                    |
| ------------------------ | ------------------------------------------------ | --------------------------------------------- | --------------------------------------- |
| 2015年9月4日－10月2日    | Naver TV上的新西遊記頻道 （页面存档备份，存于）  | 《新西遊記》                                  | E01－E23                                |
| 2016年4月19日－6月14日   | Naver TV上的新西遊記2頻道 （页面存档备份，存于） | 《新西遊記2》                                 | E01－E50                                |
| 2017年9月1日－9月29日    | KT Olleh TV                                      | 《水晶男孩 無本質青春旅行——濟州島篇》         | E01－E07 + 未公開片段，水晶男孩全體出演 |
| 2017年12月13日－12月27日 | KT Olleh TV                                      | 《水晶男孩 無本質青春旅行 SEASON 2》          | E01－E07，水晶男孩全體出演              |
| 2018年9月4日－10月4日    | KT Olleh TV                                      | 《G-WALK（殷志源 X J-WALK）的心動NICE SHOT!》 | E01－E10，與J-Walk                      |
| 2019年4月15日－5月16日   | KT Olleh TV                                      | 《水晶男孩，在峇里島的大小事》                | E01－E10，水晶男孩全體出演              |
| 2019年9月18日－11月22日  | YouTube上的Channel十五夜頻道                     | 《去冰島的三餐》                              | E00－E10                                |
| 2020年1月31日－2月21日   | YouTube上的SECHSKIES頻道                         | 《SECHSKIES FOR YOU》                         | E01－E04，水晶男孩全體出演              |
| 2020年4月15日－4月30日   | Seezn                                            | 《SECHKY娛樂館》                              | E01－E06，水晶男孩全體出演              |
| 2020年5月15日－7月24日   | YouTube上的Channel十五夜頻道                     | 《三時四餐》                                  | E00－E10，水晶男孩全體出演              |

| 播出日期                 | 頻道                         | 節目名稱                      | 備註                       |
| ------------------------ | ---------------------------- | ----------------------------- | -------------------------- |
| 2021年1月22日－2月19日   | YouTube上的Channel十五夜頻道 | 《不要回頭看》                | E01－E04，水晶男孩全體出演 |
| 2021年4月24日－5月29日   | Seezn                        | 《尋找SECH KEY吧》            | E01－E06，水晶男孩全體出演 |
| 2021年5月7日－7月2日     | TVING                        | 《春季露營》                  | E01－E16                   |
| 2021年8月20日－9月17日   | YouTube上的Channel十五夜頻道 | 《宋旻浩的丟失》              | E01－E05                   |
| 2021年11月20日－12月11日 | Netflix                      | 《New World: 虛擬貨幣爭霸戰》 | E01－E08                   |
| 2023年1月20日            | Wavve                        | 《SCENE CATCHER'S》           | E01                        |

#### 嘉賓出演
| 播出日期       | 頻道                                                                     | 節目名稱                   | 節目標題／集數                                                 | 官方影片               |
| -------------- | ------------------------------------------------------------------------ | -------------------------- | -------------------------------------------------------------- | ---------------------- |
| 2017年1月16日  | Naver TV上的Plan Girl頻道 （页面存档备份，存于）、 YouTube上的tag TV頻道 | 《Plan Girl》              | Plan Girl的出擊                                                | （页面存档备份，存于） |
| 2017年1月17日  | Naver TV上的Plan Girl頻道 （页面存档备份，存于）、 YouTube上的tag TV頻道 | 《Plan Girl》              | Plan Girl開始營業! 勤勞的電話號碼簿                            | （页面存档备份，存于） |
| 2017年1月18日  | Naver TV上的Plan Girl頻道 （页面存档备份，存于）、 YouTube上的tag TV頻道 | 《Plan Girl》              | Plan Girl的定式(with 殷志源)                                   | （页面存档备份，存于） |
| 2017年5月28日  | Daum tvPot                                                               | 《My Little Television》   | E50                                                            |                        |
| 2017年10月17日 | 搜狐視頻                                                                 | 《搜狐視頻娛樂播報》       | 女團舞撒嬌卡通自拍 沒錯！是你認識的水晶男孩                    |                        |
| 2017年11月3日  | 愛奇藝                                                                   | 《娛樂大事件》             | 獨家專訪水晶男孩:成員爆笑互懟 黑歷史大公開                     |                        |
| 2018年3月8日   | YouTube上的YG KRUNK頻道                                                  | 《KRUNK INSIDE》           | [KRUNK INSIDE] w/ 水晶男孩隊長'殷志源' Ep.01                   | （页面存档备份，存于） |
| 2018年3月16日  | YouTube上的YG KRUNK頻道                                                  | 《KRUNK INSIDE》           | [KRUNK INSIDE] w/ 水晶男孩隊長'殷志源' Ep.02                   | （页面存档备份，存于） |
| 2018年3月20日  | YouTube上的DARA TV頻道                                                   | 《DARA TV》                | 與殷志源哥哥的撲通撲通STAR DATE!! DATING WITH MY IDOL!!        | （页面存档备份，存于） |
| 2019年8月8日   | V LIVE上的體育朝鮮頻道 （页面存档备份，存于）                            | 《STAR GARDEN》            | [STAR GARDEN 1] 殷志源把種樹搞砸了?!                           | （页面存档备份，存于） |
| 2019年8月13日  | V LIVE上的體育朝鮮頻道 （页面存档备份，存于）                            | 《STAR GARDEN》            | [STAR GARDEN 2] 來看殷初丁種樹吧~                              |                        |
| 2019年8月15日  | V LIVE上的體育朝鮮頻道 （页面存档备份，存于）                            | 《STAR GARDEN》            | [STAR GARDEN 花絮] 在拍攝中讓殷志源生氣的是？                  |                        |
| 2019年10月16日 | YouTube上的腦fficial頻道                                                 | 《腦fficial》              | 無邏輯CLASSICO! 擊敗首爾大學畢業生的殷志源 vs 新興強者金鍾旼   | （页面存档备份，存于） |
| 2019年10月17日 | YouTube上的腦fficial頻道                                                 | 《腦fficial》              | 結合根據和確信的無邏輯霸氣殷志源，與金鍾旼賭上出演費           | （页面存档备份，存于） |
| 2020年1月31日  | Kakao TV上的演藝Pick頻道                                                 | 《Ok-Hee's Interview》     | 充滿濃密音符的他們毫無顧忌的採訪_水晶男孩篇                    | （页面存档备份，存于） |
| 2020年2月7日   | YouTube上的Piki Pictures頻道                                             | 《媽媽睡著後》             | 由製作烤串變成放飛自我的水晶男孩                               | （页面存档备份，存于） |
| 2020年11月6日  | YouTube上的Channel十五夜頻道                                             | 《肩膀舞要跳到什麼時候啊》 | ep.3-1 請給一杯酒吧~十五夜組合！去麻浦的肩膀舞三餐！           | （页面存档备份，存于） |
| 2020年11月6日  | YouTube上的Channel十五夜頻道                                             | 《肩膀舞要跳到什麼時候啊》 | ep.3-2 滿足殷初丁口味的最佳下酒菜是？！                        | （页面存档备份，存于） |
| 2020年11月13日 | YouTube上的Channel十五夜頻道                                             | 《肩膀舞要跳到什麼時候啊》 | ep.4-1 不知道爲什麼一喝酒就吵架，但是肩膀舞要跳到什麼時候啊    | （页面存档备份，存于） |
| 2020年11月13日 | YouTube上的Channel十五夜頻道                                             | 《肩膀舞要跳到什麼時候啊》 | ep.4-2 風流醉了的人們) 說了的話又再說 真摯地說沒有什麼特別的事 | （页面存档备份，存于） |

| 播出日期       | 頻道                                         | 節目名稱                   | 節目標題／集數                                                                                      | 官方影片               |
| -------------- | -------------------------------------------- | -------------------------- | --------------------------------------------------------------------------------------------------- | ---------------------- |
| 2021年1月8日   | YouTube上的Channel十五夜頻道                 | 《肩膀舞要跳到什麼時候啊》 | ep.10-2 2020十五夜大獎｜過去一年十五夜裏最耀眼的人是,,,嘟咕嘟咕嘟咕                                 | （页面存档备份，存于） |
| 2021年2月26日  | YouTube上的TREASURE頻道                      | 《TREASURE MAP》           | ［TREASURE MAP］EP.35 🎬 TREASURE網劇主角試鏡 🎬 (注意不是搞笑藝人選秀)                             | （页面存档备份，存于） |
| 2021年7月9日   | YouTube上的Channel十五夜頻道                 | 《宋旻浩的Pilot》          | ep.丟失｜我的名字是宋旻浩，是一名偵探 (with 殷助手)                                                 | （页面存档备份，存于） |
| 2021年7月16日  | YouTube上的Channel十五夜頻道                 | 《宋旻浩的Pilot》          | ep.丟失2｜本來有的..又消失了..抓住了 你這傢伙! 犯人就是你!                                          | （页面存档备份，存于） |
| 2021年7月18日  | Kakao TV上的Musun 129頻道                    | 《Musun 129》              | 17集. LEGO Hi~Hi~🙋🏻‍♂️ 橫掃樂高樂園 Let's Go!                                                          | （页面存档备份，存于） |
| 2021年7月22日  | Kakao TV上的Musun 129頻道                    | 《Musun 129》              | 18集. 樂高 VS 姜鎬童，不能失去樂高 絕對守護🔥                                                       | （页面存档备份，存于） |
| 2021年10月3日  | Kakao TV上的Musun 129頻道                    | 《Musun 129》              | 37集. ●▅▇█▇▆▅▄▇ 睡在ACE牀上💤                                                                       | （页面存档备份，存于） |
| 2021年10月7日  | Kakao TV上的Musun 129頻道                    | 《Musun 129》              | 38集. I'm on the ne~xt level~ 守護絕對的牀,, ACE牀具 VS 姜鎬童!                                     | （页面存档备份，存于） |
| 2021年11月12日 | YouTube上的Channel十五夜頻道                 | 《運動天才安宰賢》         | 💪ep.6-1｜看過新西遊記的人無法相信的奇蹟影像🏓                                                      | （页面存档备份，存于） |
| 2021年11月12日 | YouTube上的Channel十五夜頻道                 | 《運動天才安宰賢》         | 💪ep.6-2｜三名前乒乓球傻瓜的火花四濺的乒乓球Small Blockbuster🏓💥                                   | （页面存档备份，存于） |
| 2021年11月19日 | YouTube上的Channel十五夜頻道                 | 《運動天才安宰賢》         | 💪ep.7-1｜乒乓球國家代表們遇到訓民正音乒乓球時發生的事情                                            | （页面存档备份，存于） |
| 2021年11月19日 | YouTube上的Channel十五夜頻道                 | 《運動天才安宰賢》         | 💪ep.7-2｜明明有分數的.. 沒有了.. 因為訓民正音乒乓球的辣味而精神恍惚的國家代表們                    | （页面存档备份，存于） |
| 2022年1月28日  | YouTube上的tvN D ENT頻道                     | 《真露商談4》              | EP.2-1 真露面前沒有哥哥和弟弟! 趣味爆發的#殷志源 #iKON振煥&東赫                                     | （页面存档备份，存于） |
| 2022年1月29日  | YouTube上的tvN D ENT頻道                     | 《真露商談4》              | EP.2-2 新舊偶像的相遇! 引發群唱的真露練歌房OPEN🤸 #殷志源 #iKON振煥&東赫                            | （页面存档备份，存于） |
| 2022年2月25日  | YouTube上的Channel十五夜頻道                 | 《出差十五夜2》            | ep. 7-1｜給有緊張感的綜藝界帶來鬆散感的YG綜藝怪物們的登場                                           | （页面存档备份，存于） |
| 2022年2月25日  | YouTube上的Channel十五夜頻道                 | 《出差十五夜2》            | ep. 7-2｜十五夜遊戲研究所新遊戲上市!                                                                | （页面存档备份，存于） |
| 2022年3月4日   | YouTube上的Channel十五夜頻道                 | 《出差十五夜2》            | ep. 8-1｜人物問答首次發生代打OO事件..!                                                              | （页面存档备份，存于） |
| 2022年3月4日   | YouTube上的Channel十五夜頻道                 | 《出差十五夜2》            | ep. 8-2｜比起問題，舞蹈更重要的... 有點奇怪的YG音樂問答現場                                         | （页面存档备份，存于） |
| 2022年4月15日  | TVING                                        | 《首爾Check In》           | E02                                                                                                 |                        |
| 2022年4月22日  | TVING                                        | 《首爾Check In》           | E03                                                                                                 |                        |
| 2022年6月16日  | YouTube上的STUDIO HOOK頻道                   | 《街頭酒霸王2》            | 為什麼？以為我們是沒有製作費，連水晶男孩的出演費也給不了的人嗎？#街頭酒霸王2 第1集                  | （页面存档备份，存于） |
| 2022年6月23日  | YouTube上的STUDIO HOOK頻道                   | 《街頭酒霸王2》            | 誰最近邊喝酒邊燃起酒負心？希澈&Sechky：大家好，我們是'誰' #街頭酒霸王2 第2集                        | （页面存档备份，存于） |
| 2022年10月13日 | YouTube上的14F頻道                           | 《世市研究所》             | ‘偶像們的綜藝教科書’ 殷志源訴說那個時期相親節目的故事 / 14F                                         | （页面存档备份，存于） |
| 2022年12月25日 | YouTube上的施彥School （页面存档备份，存于） | 《施彥School》             | 很想念.. 請回答1997 10年後同學聚會!! 突顯真朋友默契的充滿toRl的對話(+評論活動)［施彥School EP. 17］ | （页面存档备份，存于） |

### 電視劇
| 播出日期                     | 頻道 | 劇名               | 角色                    |
| ---------------------------- | ---- | ------------------ | ----------------------- |
| 2001年5月24日                | MBC  | 《New Non-Stop》   | Boss（客串，E231）      |
| 2002年6月17日                | MBC  | 《Non-Stop 3》     | 殷志源（客串，E480）    |
| 2003年9月1日                 | MBC  | 《Non-Stop 4》     | 殷志源（客串，E07）     |
| 2007年12月12日               | MBC  | 《New Heart》      | 殷志源（客串，E23）     |
| 2012年7月24日－2012年9月18日 | tvN  | 《請回答1997》     | 道何燦（主演）          |
| 2013年12月14日               | tvN  | 《請回答1994》     | 道何燦（客串，E17）     |
| 2016年10月28日               | JTBC | 《老婆這週要出牆》 | 抓娃娃達人（客串，E01)  |
| 2020年3月26日                | tvN  | 《機智醫生生活》   | 殷志源（聲音出演，E03） |

### 電影
| 上映時間       | 電影名稱             | 角色   | 性質       |
| -------------- | -------------------- | ------ | ---------- |
| 1998年7月17日  | 《Seventeen》        | 俊泰   | 第二男主角 |
| 2004年12月23日 | 《女高中生结婚记》   | 朴溫達 | 男主角     |
| 2009年6月24日  | 《The Missing Lynx》 | Lynx   | 配音       |

### 原聲帶
| 發行日期      | 放送臺 | 電視劇名稱   | 曲目                              | 備註                 |
| ------------- | ------ | ------------ | --------------------------------- | -------------------- |
| 2017年4月25日 | OCN    | 焦急的羅曼史 | 이상해져가／變得奇怪（Love song） | 與李秀炫、金恩菲合唱 |

### 電台主持
- 1999年10月18日－2000年4月16日 MBC Jekki的FM Plus
- 2003年10月20日－2004年4月25日 MBC FM4U 殷志源的親密朋友（朝鲜语：친한친구）

## 演唱會與其它演出

### 個人演唱會及粉絲見面會
| 日期                     | 演唱會名稱                                           | 城市 | 國家/地區                  | 舉行地點                    |
| 2002年8月1日－8月3日     | 首次單獨演唱會                                       | 首爾 |                            | 江南區三成洞COEX Auditorium |
| 2003年12月31日           | 2003 Last Night Standing Concert                     | 首爾 | 西大門區Grand Hilton Seoul |                             |
| 2007年12月28日－12月29日 | 사랑死랑思랑(愛情死愛思愛)                           | 首爾 | 江南區三成洞Textile Center |                             |
| 2008年12月24日           | 나는 은지원이다 (我是殷志源)                         | 首爾 | 廣津區Melon-AX             |                             |
| 2018年3月10日            | 2018 PRIVATE STAGE - 1 THE LAND                      | 首爾 | 奧林匹克公園奥林匹克廳     |                             |
| 2018年7月21日            | EUN JI WON 2018 PRIVATE STAGE [1 THE LAND] IN TAIPEI | 台北 | 臺灣                       | TICC 台北國際會議中心       |
| 2019年7月27日－7月28日   | EUN JIWON 2019 CONCERT [ON FIRE]                     | 首爾 |                            | 慶熙大學和平殿堂            |

### 其他大型演唱會&公演
| 2001年—2010年  | 2001年—2010年                   | 2001年—2010年              | 2001年—2010年 |
| -------------- | ------------------------------- | -------------------------- | ------------- |
| 日期           | 名稱                            | 舉行地點                   | 備註          |
| 2002年4月20日  | Dream Concert                   | 首爾奧林匹克體育場（蠶室） |               |
| 2003年8月2日   | 2003 star ⓣing concert          | 光州念珠綜合體育館         |               |
| 2003年8月9日   | 2003 star ⓣing concert          | 釜山社稷室內體育館         |               |
| 2003年8月16日  | 2003 star ⓣing concert          | 大邱Convention Centre      |               |
| 2003年8月22日  | 2003 star ⓣing concert          | 大田忠武體育館             |               |
| 2004年6月5日   | Dream Concert                   | 首爾奧林匹克體育場（蠶室） |               |
| 2004年10月23日 | 2004 MUSIC ON CONCERT           | 首爾奧林匹克主競技場       |               |
| 2005年6月18日  | Dream Concert                   | 首爾奧林匹克體育場（蠶室） |               |
| 2006年5月11日  | Movement演唱會                  | 獎忠體育館                 |               |
| 2007年10月15日 | J-Walk小型live演唱會            | 首爾大學路                 | 特別嘉賓      |
| 2010年5月29日  | LG CYON B Boy Championship 2010 | 奧林匹克公園               |               |

| 2011年—現今    | 2011年—現今                                    | 2011年—現今                | 2011年—現今              |
| -------------- | ---------------------------------------------- | -------------------------- | ------------------------ |
| 日期           | 名稱                                           | 舉行地點                   | 備註                     |
| 2011年6月18日  | Hiphop in Lotteworld season2 - All Night Party | 樂天世界                   |                          |
| 2011年7月9日   | vs 演唱會                                      | 大邱A Yang Hall            | Clover                   |
| 2011年12月10日 | 李昇基 希望演唱會                              | 首尔奥林匹克公园体操竞技场 | 特別嘉賓Clover           |
| 2013年12月14日 | DSP Festival                                   | 首爾蠶室綜合體育館         | 共同出席：金在德、張水院 |

## 廣告
| 日期   | 品牌              | 產品                                                            | 合作藝人              |
| 2008年 | BHC               | 炸雞 （页面存档备份，存于）                                     | MC夢,尚根             |
| 2008年 | Nepa              | 服装 （页面存档备份，存于）                                     | MC夢                  |
| 2008年 | 눈높이교육        | 教育 （页面存档备份，存于）                                     |                       |
| 2009年 | Home plus         | 超市 （页面存档备份，存于）                                     | 《兩天一夜》S1成員 。 |
| 2011年 | krt旅行社         | 福不福旅行                                                      |                       |
| 2012年 | krt旅行社         | 自由旅行                                                        |                       |
| 2012年 | World of Warcraft | NPC                                                             |                       |
| 2012年 | LG                | Ultrabook                                                       |                       |
| 2014年 | krt旅行社         | 旅遊保值 （页面存档备份，存于） 旅遊傻瓜 （页面存档备份，存于） |                       |
| 2016年 | GS25              | 手機App「我的專屬冰箱」                                         |                       |
| 2017年 | Guinness          | 黑啤酒                                                          | 安宰賢                |
| 2018年 | Guinness          | 黑啤酒                                                          | 安宰賢                |
| 2019年 | droidhang         | 手機遊戲「Idle Heroes」                                         | 不適用                |
| 2019年 | SPC三立           | 三立豆包                                                        | 李壽根                |

## 獎項
- 2003 SBS歌謠大戰的嘻哈類別
- 2003 韓國音樂大獎的Hip Hop類人氣獎
- 2010 KBS演藝大賞最佳藝人獎
- 2011 KBS演藝大賞的大獎（兩天一夜團體共同獲獎）[144]
- 2012 KBS 歌謠大慶典的年度歌手獎(Clover)
- 2012 首爾歌謠大獎的Hip Hop獎(Clover)

## 外部連結
- 殷志源的Instagram帳戶
- GYM官方的Instagram帳戶
- 水晶男孩官方的Facebook專頁